# Alterode
Alterode là một đô thị thuộc huyện Mansfeld-Südharz, Sachsen-Anhalt, Đức. Đô thị Alterode có diện tích 7,78 km², dân số thời điểm ngày 31 tháng 12 năm 2006 là 528 người.